# Ilyplanidae
Famille
Les Ilyplanidae sont une famille de vers plats marins, de la super-famille des Discoceloidea, du sous-ordre des Acotylea et de l'ordre des Polycladida.

## Systématique
Le nom valide complet (avec auteur) de ce taxon est Ilyplanidae Faubel, 1983.

## Liste des genres
Selon la base de données World Register of Marine Species (11 novembre 2023), la famille des Ilyplanidae regroupe les genres suivants :
- genre Anandroplana Hyman, 1955
- genre Crassandros Hyman, 1955
- genre Enterogonia Haswell, 1907
- genre Euilyoida Faubel, 1983
- genre Ilyella Faubel, 1983
- genre Ilyplana Bock, 1925
- genre Postenterogonia Faubel, 1983
- genre Pulchriplana Palombi, 1938
- genre Tripylocelis Haswell, 1907
- genre Zygantrella Beveridge, 2018
- genre Zygantroides Faubel, 1983
- genre Zygantroplana Laidlaw, 1906
- genre Zygantrum Faubel, 1983

Genres synonymes
- Le genre Ilyplanoides Kato, 1944 est synonyme de Ilyplana Bock, 1925
- Le genre Susakia Kato, 1934 est synonyme de Ilyella Faubel, 1983